# Aleksander Mitt
Aleksander Mitt, född 8 februari 1903 i Tartu och död 18 april 1942 i Kirov oblast, var en estnisk hastighetsåkare på skridskor. Han deltog i två olympiska spel. I Sankt Moritz 1928 och Garmisch-Partenkirchen 1936. 
Han blev gripen av NKVD och avrättad i ett sovjetisk fångläger. 